# Potres kod Stoca 2022.
Potres kod Stoca 2022. magnitude 5,7 MW dogodio se 22. travnja 2022. u 23:07 sati po SEV-u na dubini od 10 km. Epicentar je bio u mjestu Strupići. Ovaj potres bio je najjači u Bosni i Hercegovini od onoga koji je 1969. pogodio Banju Luku. Osim u Bosni i Hercegovini, potres se osjetio u Albaniji, Crnoj Gori, Hrvatskoj, Italiji, Kosovu, Sjevernoj Makedoniji, Sloveniji i Srbiji.

## Šteta i žrtve

### Bosna i Hercegovina

#### Hercegovačko-neretvanska županija
U Čapljini je oštećeno preko 200 objekata. Teško je stradala Osnovna škola Vladimira Pavlovića čiji su se dimnjaci i krov urušili. Četiri osobe s lakšim ozljedama zatražile su medicinsku pomoć.
U Mostaru se urušio dimnjak. Na području tog grada došlo je do manjeg obrušavanja cigle i građevinskog materijala s krova objekta na prometnicu.
U Stocu je preminula jedna žena od posljedica ozljeda zadobivenih rušenjem stijene na jednu kuću. Njezini roditelji zadobili su lakše tjelesne povrede. Više osoba je ozlijeđeno. Zabilježena je više odrona te šteta na nekim objektima. Načelnik općine Stolac izjavio je da u centru Stoca nema značajne materijalne štete osim na dvije obiteljske kuće.
Nastali su odroni na putnim pravcima Stolac – Mostar, Stolac – Neum, Stolac – Ljubinje i Stolac – Berkovići.

#### Zeničko-dobojska županija
U jami „Sretno” u Brezi došlo je do prekida proizvodnje ugljena. Zbog naglog oslobađanja pritiska u prostorijama jame lakše je ozlijeđeno nekoliko rudara, a četvero ih je zatražilo liječničku pomoć.

#### Republika Srpska
U Ljubinju su objekti pretrpjeli ozbiljnu materijalnu štetu, a posebice zgrada općine koja je iz vremena Austro-Ugarske. Na području Nevesinja nisu zabilježena ozbiljna oštećenja stambenih objekata.

### Hrvatska
Zabilježeno je nekoliko manjih odrona na Jadranskoj magistrali na području Župe dubrovačke i Rabe kod Slivna. U Metkoviću je oštećeno desetak dimnnjaka. Značajnu štetu pretrpilo je mjesto Trnovica u općini Dubrovačko primorje. Materijalna šteta zabilježena je u dubrovačkoj crkvi Male braće.

## Odjek
Gradonačelnik Stoca proglasio je nedjelju, 24. travnja, Danom žalosti na području Grada Stoca.
Selmo Cikotić, ministar sigurnosti Bosne i Hercegovine izjavio je da Vijeće ministara Bosne i Hercegovine za sada neće zasjedati zbog saniranja šteta od potresa.
U Trebinju su sve službe za izvanredno djelovanje stavljene na raspolaganje. Gradonačelnica Sarajeva Benjamina Karić izrazila je sućut obitelji stradale žene u Stocu. Šefik Džaferović, predsjedavajući Predsjedništva Bosne i Hercegovine, i Željko Komšić, član Predsjedništva Bosne i Hercegovine, posjetli su obitelj stradale žene i izjavili da će sanirati nastalu štetu na kući.
Milorad Dodik, član Predsjedništva Bosne i Hercegovine izjavio je da će općini Ljubinje biti upućeno 500 000 KM u obliku hitne pomoći za saniranje štete.
Zagrebački gradonačelnik Tomislav Tomašević objavio je na svojemu profilu na Twitteru u razgovoru s tamošnjim kolegama izrazio sućut te ponudio humanitarnu i drugu pomoć.

## Posljedice
Željeznički promet od Podgorice k sjevernome dijelu Crne Gore, na pruzi Beograd – Bar, bio je u prekidu.